# Serras da Desordem
Serras da Desordem é um documentário do cineasta italiano Andrea Tonacci, produzido no Brasil, e lançado no ano de 2006.
A obra retrata o massacre da tribo Awá-Guajá nos anos 70 na Amazônia, por meio da história de Carapirú, sobrevivente do massacre. Em novembro de 2015 o filme entrou na lista feita pela Associação Brasileira de Críticos de Cinema (Abraccine) dos 100 melhores filmes brasileiros de todos os tempos.

## Sinopse
O filme reproduz a trajetória de Carapirú, um índio Awá-Guajá, que vê sua tribo invadida e massacrada por fazendeiros e madeireiros tomadores de terras. Carapirú consegue fugir, e inicia uma longa jornada pelos sertões, cidades e matas de diversas regiões do país, do Maranhão ao sul da Bahia, buscando sobrevivência. Em um determinado momento, no sul da Bahia, o índio é acolhido por uma família local, e em seguida é encaminhado para Brasília pelo FUNAI, com a finalidade de identificá-lo e resolver sua situação. Para isso, é buscado o contato com algum representante de sua tribo. Por coincidência, o índio designado para ir a Brasília reconhecê-lo, é Txiramukum, seu filho que havia sido capturado no dia do massacre, e que agora se tornara adulto e integrante do Posto Guajá, criado para dar assistência aos pertencentes a etnia. Seguindo a história de Carapirú, o filme retrata e critica essa intervenção agressiva, e desordenada do homem branco às civilizações indígenas, massacrando aldeias, desmatando e desabitando suas regiões, em busca de desenvolvimento, produção e exploração de recursos naturais.

## Prêmios e Indicações
- Melhor Fotografia, Melhor Filme e Melhor Diretor - 34º Festival de Gramado (2006)
- Melhor Filme pela APCA – Associação Paulista de Críticos de Arte (2009)
- Melhor Filme - 11º Festival de Luso-Brasileiro de Santa Maria da Feira (2007)
- Melhor Filme de longa Metragem - 1º Festival Guará de Cine Ambiental (2007)
- Melhor Filme Brasileiro de 2006 - 1º Prêmio Jairo Ferreira (2007)
- Melhor Filme Brasileiro - Prêmio da Crítica Independente na 30ª Mostra Internacional de Cinema de SP (2006)
- Melhor Filme no 5º Ecocine - Festival de Cinema Ambiental (2006)
- Prêmio Margarida de Prata - CNBB (2006)
- Prix International de L’ecriture (Suíça) – 3º Lugar (1997)